# Clormanganokalite
La clormanganokalite è un minerale appartenente al gruppo della rinneite.